# Kaoru Wada
Kaoru Wada (和田 薫 Wada Kaoru?, nacido el 5 de mayo de 1962) es un compositor japonés, productor, director de orquesta y pianista. Popularmente, es más conocido como compositor de bandas sonoras para anime japonés. Empezó a darse a conocer a través de sus obras para las series 3×3 Ojos y Battle Angel. Más recientemente ha compuesto la música para los animes, Digimon Frontier, D.Gray-man, Samurai 7 y la mundialmente aclamada Inuyasha. También hizo los arreglos orquestales y con piano para las bandas sonoras de Kingdom Hearts y Kingdom Hearts II.
Wada Kaoru es también aprendiz del famoso compositor de la música para la saga Godzilla, Akira Ifukube. Además, este compositor está casado con la Seiyū de Inuyasha Akiko Nakagawa, que también da voz al personaje de Sōta Higurashi en el anime.

## Biografía
Wada Kaoru nació en la ciudad de Shimonoseki, Prefectura de Yamaguchi. Se graduó en la Universidad de Música de Tokio. A la edad de 17 años empezó a estudiar por sí mismo composición, armonía y otros aspectos fundamentales de la música. En la Universidad de Música de Tokio tuvo como maestros a Akira Ifukube, Sei Ikeno y Reiko Arima. Mientras se encontraba estudiando en la Universidad, ganó varias competiciones musicales. Tras graduarse, estuvo viviendo durante una temporada en Europa, lo que introdujo las influencias posteriores en su música.

## Listado de Obras

### Obras para Orquesta
- Folkloric Dance Suite (1987)
- TEN-CHI-JIN symphonic poem (1995)
- KAIKYOU symphonic impression (1998)
- ITO-DAMA for Tsugaru-shamisen and orchestra (2003)
- TOH-KA'' for cello and oechestra (2009)
- KI-SHIN fragment concertante for Japanese taiko drums and orchestra (2009)

### Bandas Sonoras de Anime
| Título del Anime                                                            | Año de Salida |
| --------------------------------------------------------------------------- | ------------- |
| 3x3 Ojos (OVA)                                                              | 1991          |
| Eiyuu Gaiden Mozaicka (OVA)                                                 | 1991          |
| Madara                                                                      | 1991          |
| Silent Möbius (1.ª Película)                                                | 1991          |
| Silent Möbius (2.ª Película)                                                | 1992          |
| Tekkaman Blade                                                              | 1992          |
| Battle Angel (OVA)                                                          | 1993          |
| Shippū! Iron Leaguer                                                        | 1993          |
| Kishin Heidan                                                               | 1993          |
| Knight of the Iron Dragon (OVA)                                             | 1993          |
| Ninja Scroll (Película)                                                     | 1993          |
| The Cockpit (OVA)                                                           | 1993          |
| Thunder Jet                                                                 | 1994          |
| 3x3 Ojos Seima Densetsu (OVA)                                               | 1995          |
| Dragon Quest, Crest of Roto (Película)                                      | 1996          |
| Gegege no Kitaro                                                            | 1996          |
| Ijiwaru Baasan (Segunda temporada)                                          | 1996          |
| Kindaichi Shounen no Jikenbo (Película)                                     | 1996          |
| Kindaichi Shounen no Jikenbo                                                | 1997          |
| Record of Lodoss War: Crónicas del Caballero Heroico                        | 1998          |
| Capitán Harlock (OVA)                                                       | 1999          |
| Rerere no Tensai Bakabon                                                    | 1999          |
| To Heart                                                                    | 1999          |
| Gakkou no Kaidan                                                            | 2000          |
| Inuyasha: La Serie                                                          | 2000          |
| Puppet Princess                                                             | 2000          |
| Strange Dawn                                                                | 2000          |
| Inuyasha: El Amor que transcurrió en el Tiempo                              | 2001          |
| Inuyasha La Película 2: El Castillo de los Sueños en el Interior del Espejo | 2002          |
| Princess Tutu                                                               | 2002          |
| Inuyasha La Película 3: La Espada Conquistadora                             | 2003          |
| Gilgamesh                                                                   | 2003          |
| Kikaider (OVA)                                                              | 2003          |
| Inuyasha La Película 4: Fuego en la Isla Mística                            | 2004          |
| Mars Daybreak                                                               | 2004          |
| Samurai 7                                                                   | 2004          |
| Mushiking: los guardianes del bosque                                        | 2005          |
| Play Ball                                                                   | 2005          |
| D.Gray-man                                                                  | 2006          |
| Hakaba Kitarou                                                              | 2008          |
| Casshern Sins                                                               | 2008          |
| Saint Seiya The Lost Canvas (OVA)                                           | 2009          |
| Inuyasha Kanketsu-hen (serie)                                               | 2010          |
| Yashahime: Princess Half-Demon                                              | 2020          |
| Ranma 1/2 (2024)                                                            | 2024          |

## Detalles
- Sus melodías arrebatadoras y de gran alcance tienen un contrapunto sinfónico con ciertos toques entre ásperos, espeluznantes o con una gran carga de suspenso.
- Sus trabajos más conocidos se encuentran en las bandas sonoras de series en las cuales se superponen temas con una alta carga emocional junto con temas de corte sobrenatural.